# Damernas lättvikts-dubbelsculler i rodd vid olympiska sommarspelen 2004
Damernas lättvikts-dubbelsculler i rodd vid olympiska sommarspelen 2004 avgjordes mellan den 15 och 22 augusti 2004.

## Medaljörer
| Gren                    | Guld                                      | Silver                                    | Brons                                          |
| Lättvikts-dubbelsculler | Constanța Burcică och Angela Alupei (ROU) | Daniela Reimer och Claudia Blasberg (GER) | Kirsten van der Kolk och Marit van Eupen (NED) |

## Resultat

### Heat

#### Heat 1
| Placering | Roddare                                      | Land     | Tid     | Noteringar |
| --------- | -------------------------------------------- | -------- | ------- | ---------- |
| 1         | Constanța Burcică, Angela Alupei             | Rumänien | 6:50,64 | SA/B       |
| 2         | Magdalena Kemnitz, Ilona Mokronowska         | Polen    | 6:51,46 | R          |
| 3         | Maria Mas de Xaxars Rivero, Eva Mirones Sola | Spanien  | 7:02,33 | R          |
| 4         | Maria Sakellaridou, Chrysi Biskitzi          | Grekland | 7:05,52 | R          |
| 5         | Kahori Uchiyama, Akiko Iwamoto               | Japan    | 7:14,04 | R          |
| 6         | Pham Thi Hien, Nguyen Thi Thi                | Vietnam  | 7:42,43 | R          |

#### Heat 2
| Placering | Roddare                                       | Land          | Tid     | Noteringar |
| --------- | --------------------------------------------- | ------------- | ------- | ---------- |
| 1         | Daniela Reimer, Claudia Blasberg              | Tyskland      | 6:52,47 | SA/B       |
| 2         | Xu Dongxiang, Li Qian                         | Kina          | 6:54,66 | R          |
| 3         | Kirsten van der Kolk, Marit van Eupen         | Nederländerna | 7:00,46 | R          |
| 4         | Lisa Schlenker, Stacey Borgman                | USA           | 7:04,01 | R          |
| 5         | Edit Stift, Monika Remsei                     | Ungern        | 7:12,79 | R          |
| 6         | Gabriela Huerta Trillo, Aline Olvera Clauzier | Mexiko        | 7:18,16 | R          |

#### Heat 3
| Placering | Roddare                                    | Land           | Tid     | Noteringar |
| --------- | ------------------------------------------ | -------------- | ------- | ---------- |
| 1         | Sally Newmarch, Amber Halliday             | Australien     | 6:49,90 | SA/B WB    |
| 2         | Mara Jones, Fiona Milne                    | Kanada         | 6:53,47 | R          |
| 3         | Juliane Rasmussen, Johanne Thomsen         | Danmark        | 6:56,62 | R          |
| 4         | Helen Casey, Tracy Langlands               | Storbritannien | 6:59,19 | R          |
| 5         | Dailin Taset Aguilar, Ismaray Marrero Aria | Kuba           | 7:18,35 | R          |
| 6         | Milka Kraljev, Lucia Palermo               | Argentina      | 7:25,11 | R          |

### Återkval - 17 augusti

#### Återkval 1
| Placering | Roddare                                      | Land           | Tid     | Noteringar |
| --------- | -------------------------------------------- | -------------- | ------- | ---------- |
| 1         | Xu Dongxiang, Li Qian                        | Kina           | 6:54,48 | SA/B       |
| 2         | Helen Casey, Tracy Langlands                 | Storbritannien | 6:59,63 | SA/B       |
| 3         | Maria Mas de Xaxars Rivero, Eva Mirones Sola | Spanien        | 7:02,91 | SA/B       |
| 4         | Edit Stift, Monika Remsei                    | Ungern         | 7:07,69 | FC         |
| 5         | Pham Thi Hien, Nguyen Thi Thi                | Vietnam        | 7:35,29 | FC         |

#### Återkval 2
| Placering | Roddare                              | Land      | Tid     | Noteringar |
| --------- | ------------------------------------ | --------- | ------- | ---------- |
| 1         | Magdalena Kemnitz, Ilona Mokronowska | Polen     | 6:53,74 | SA/B       |
| 2         | Lisa Schlenker, Stacey Borgman       | USA       | 6:54,12 | SA/B       |
| 3         | Juliane Rasmussen, Johanne Thomsen   | Danmark   | 6:57,84 | SA/B       |
| 4         | Kahori Uchiyama, Akiko Iwamoto       | Japan     | 7:07,07 | FC         |
| 5         | Milka Kraljev, Lucia Palermo         | Argentina | 7:23,22 | FC         |

#### Återkval 3
| Placering | Roddare                                       | Land          | Tid     | Noteringar |
| --------- | --------------------------------------------- | ------------- | ------- | ---------- |
| 1         | Kirsten van der Kolk, Marit van Eupen         | Nederländerna | 6:52,53 | SA/B       |
| 2         | Mara Jones, Fiona Milne                       | Kanada        | 6:54,04 | SA/B       |
| 3         | Maria Sakellaridou, Chrysi Biskitzi           | Grekland      | 7:04,98 | SA/B       |
| 4         | Dailin Taset Aguilar, Ismaray Marrero Aria    | Kuba          | 7:14,01 | FC         |
| 5         | Gabriela Huerta Trillo, Aline Olvera Clauzier | Mexiko        | 7:23,07 | FC         |

### Semifinal A/B - 19 augusti

#### Semifinal 1
| Placering | Roddare                               | Land           | Tid     | Noteringar |
| --------- | ------------------------------------- | -------------- | ------- | ---------- |
| 1         | Constanța Burcică, Angela Alupei      | Rumänien       | 6:51,84 | FA         |
| 2         | Kirsten van der Kolk, Marit van Eupen | Nederländerna  | 6:53,10 | FA         |
| 3         | Daniela Reimer, Claudia Blasberg      | Tyskland       | 6:53,43 | FA         |
| 4         | Lisa Schlenker, Stacey Borgman        | USA            | 6:54,16 | FB         |
| 5         | Helen Casey, Tracy Langlands          | Storbritannien | 6:59,23 | FB         |
| 6         | Maria Sakellaridou, Chrysi Biskitzi   | Grekland       | 7:15,45 | FB         |

#### Semifinal 2
| Placering | Roddare                                      | Land       | Tid     | Noteringar |
| --------- | -------------------------------------------- | ---------- | ------- | ---------- |
| 1         | Sally Newmarch, Amber Halliday               | Australien | 6:54,01 | FA         |
| 2         | Magdalena Kemnitz, Ilona Mokronowska         | Polen      | 6:54,49 | FA         |
| 3         | Xu Dongxiang, Li Qian                        | Kina       | 6:55,66 | FA         |
| 4         | Mara Jones, Fiona Milne                      | Kanada     | 6:56,64 | FB         |
| 5         | Juliane Rasmussen, Johanne Thomsen           | Danmark    | 7:01,98 | FB         |
| 6         | Maria Mas de Xaxars Rivero, Eva Mirones Sola | Spanien    | 7:09,21 | FB         |

### Final - 21 augusti

#### Final C
| Placering | Roddare                                       | Land      | Tid     |
| --------- | --------------------------------------------- | --------- | ------- |
| 1         | Kahori Uchiyama, Akiko Iwamoto                | Japan     | 7:37,46 |
| 2         | Dailin Taset Aguilar, Ismaray Marrero Aria    | Kuba      | 7:42,20 |
| 3         | Edit Stift, Monika Remsei                     | Ungern    | 7:45,05 |
| 4         | Gabriela Huerta Trillo, Aline Olvera Clauzier | Mexiko    | 7:48,02 |
| 5         | Milka Kraljev, Lucia Palermo                  | Argentina | 7:54,32 |
| 6         | Pham Thi Hien, Eva Mirones Sola               | Vietnam   | 8:14,80 |

#### Final B
| Placering | Roddare                                      | Land           | Tid     |
| --------- | -------------------------------------------- | -------------- | ------- |
| 1         | Lisa Schlenker, Stacey Borgman               | USA            | 7:23,40 |
| 2         | Mara Jones, Fiona Milne                      | Kanada         | 7:26,07 |
| 3         | Helen Casey, Tracy Langlands                 | Storbritannien | 7:29,12 |
| 4         | Juliane Rasmussen, Johanne Thomsen           | Danmark        | 7:32,58 |
| 5         | Maria Mas de Xaxars Rivero, Eva Mirones Sola | Spanien        | 7:41,23 |
| 6         | Maria Sakellaridou, Chrysi Biskitzi          | Grekland       | 7:48,42 |

#### Final A
| Placering | Roddare                               | Land          | Tid     |
| --------- | ------------------------------------- | ------------- | ------- |
|           | Constanța Burcică, Angela Alupei      | Rumänien      | 6:56,05 |
|           | Daniela Reimer, Claudia Blasberg      | Tyskland      | 6:57,33 |
|           | Kirsten van der Kolk, Marit van Eupen | Nederländerna | 6:58,54 |
| 4         | Sally Newmarch, Amber Halliday        | Australien    | 6:59,91 |
| 5         | Xu Dongxiang, Li Qian                 | Kina          | 7:02,05 |
| 6         | Magdalena Kemnitz, Ilona Mokronowska  | Polen         | 7:04,48 |